# Kamienica przy ulicy Brackiej 13 w Krakowie
Kamienica przy ulicy Brackiej 13 – zabytkowa kamienica znajdująca się w Krakowie, w dzielnicy I przy ulicy Brackiej, na Starym Mieście.

## Historia
Kamienica została wzniesiona w XV wieku. W XVII wieku została przebudowana. Budynek spłonął podczas wielkiego pożaru Krakowa w 1850. Odbudowany został w 1857. W latach 2001–2015 kamienica była siedzibą Społecznego Komitetu Odnowy Zabytków Krakowa.
20 czerwca 1967 kamienica została wpisana do rejestru zabytków. Znajduje się także w gminnej ewidencji zabytków.

## Architektura
Kamienica ma trzy kondygnacje. Elewacja frontowa jest w partii parteru trójosiowa, a w partii pięter czteroosiowa. W trzeciej osi parteru znajduje się kamienny, półkoliście zwieńczony portal. Okna ozdobione są obramieniami i gzymsami nadokiennymi. Budynek wieńczy attyka i gzyms koronujący.